# Bezuprechny (1939)
El destructor Bezuprechny (en ruso: Безупречный, lit. 'Irreprochable') fue uno de los destructores de la clase Gnevny (oficialmente conocido como Proyecto 7) construidos para la Armada Soviética a finales de la década de 1930. Completado en 1939, fue asignado a la Flota del Mar Negro. Después del inicio de la invasión alemana de la Unión Soviética en junio de 1941, el buque ayudó a colocar campos de minas en Sebastopol. Durante el asedio de Odesa, el Bezuprechny transportó tropas y suministros a la ciudad sitiada y proporcionaba apoyo de fuego naval a los defensores. Fue dañado por aviones alemanes en septiembre y estuvo en reparación durante la mayor parte del resto del año. El 23 de diciembre de 1941, durante el asedio de Sebastopol, el buque comenzó a transportar hombres y suministros a Sebastopol, además de realizar tareas de apoyo de fuego. El 26 de junio de 1942, fue hundido por aviones alemanes mientras transportaba suministros y tropas con la pérdida de aproximadamente 300 tripulantes y 320 pasajeros. 

## Diseño y desarrollo
Después de construir los destructores de clase Leningrado, grandes y costosos de 40 nudos (74 km/h), la Armada soviética buscó la asistencia técnica de Italia para diseñar destructores más pequeños y más baratos. Obtuvieron la licencia de los planos de los destructores italianos de la clase Folgore y, al modificarlos para sus propósitos, sobrecargaron un diseño que ya era algo poco estable.
Los destructores de la clase Gnevnys tenían una eslora total de 112,8 metros, una manga de 10,2 metros y un calado de 4,8 metros a toda carga. Los buques tenían un sobrepeso significativo, casi 200 toneladas más pesados de lo diseñado, desplazando 1612 toneladas con carga estándar y 2039 toneladas a toda carga. Su tripulación constaba de 197 oficiales y marineros en tiempo de paz y 236 en tiempo de guerra.
Los buques contaban con un par de turbinas de vapor con engranajes, cada una impulsaba una hélice, capaz de producir 48 000 ihp en el eje (36 000 kW) usando vapor de tres calderas de tubos de agua que estaba destinado a darles una velocidad máxima de 37 nudos (69 km/h). Los diseñadores habían sido conservadores al calificar las turbinas y muchos, pero no todos, los buques excedieron fácilmente su velocidad diseñada durante sus pruebas de mar. Las variaciones en la capacidad de fueloil significaron que el alcance de los destructores de la clase Gnevny variaba entre 1670 y 3145 millas náuticas (3093 a 5825 km; 1922 a 3619 millas) a 19 nudos (35,00 km/h). El Bezuprechny demostró tener un alcance de 3145 millas náuticas (5825 km) a esa velocidad.
Tal y como estaban construidos, los buques de la clase Gnevny montaban cuatro cañones B-13 de 130 mm en dos pares de monturas individuales superfuego a proa y popa de la superestructura. La defensa antiaérea corría a cargo de un par de cañones 34-K AA de 76,2 mm en monturas individuales y un par de cañones AA 21 K de 45 mm, así como dos ametralladoras AA DK o DShK de 12,7 mm. Así mismo, llevaban seis tubos lanzatorpedos de 533 mm en dos montajes triples giratorios; cada tubo estaba provisto de una recarga. Los barcos también podían transportar un máximo de 60 o 95 minas y 25 cargas de profundidad. Estaban equipados con un juego de hidrófonos Marte para la guerra antisubmarina, aunque eran inútiles a velocidades superiores a tres nudos (5,6 km/h). Los buques estaban equipados con dos paravanes K-1 destinados a destruir minas y un par de lanzadores de cargas de profundidad.

## Historial de operaciones
El destructor Boyky fue construido en el astillero n.° 200  (en ruso, Николаевский судостроительный завод, lit. 'Astillero Nikolaev') en la ciudad ucraniana de Nikoláyev. Se inició su construcción el 23 de agosto de 1936 y se botó el 25 de junio de 1937. El buque fue finalmente completado el 2 de octubre de 1939 y asignado a la Flota del Mar Negro, el 17 de mayo.
Cuando los alemanes invadieron la Unión Soviética el 22 de junio de 1941, el barco fue asignado a la 2.º División de Destructores. Del 23 al 25 de junio, el Bezuprechny colocó minas defensivas frente a Sebastopol. El 9 de julio, la 2.º División de Destructores, que incluía al destructor líder Járkov, el Bezuprechny y sus buques gemelosː el Bodry, Boyky y Besposhchadny, hicieron un intento infructuoso de interceptar los envíos del Eje cerca de Fidonisi. Del 14 al 17 de agosto, el Bezuprechny  escoltó a los buques incompletos que estaban siendo evacuados de los astilleros de Nikolayev.
El 19 de agosto, bombardeó posiciones del Eje con 52 proyectiles de sus cañones de 130 mm. Del 16 al 21 de septiembre, el destructor ayudó a escoltar los buques que transportaban a la 157.ª División de Fusileros a Odesa. El 22 de septiembre, desembarcó una compañía de infantería naval detrás de las líneas rumanas en Grigorievka. Mientras proporcionaba apoyo de fuego durante la operación, el barco fue atacado por bombarderos en picado Junkers Ju 87 Stuka del Sturzkampfgeschwader 77 (StG 77). Aunque no fue alcanzado, las esquirlas de numerosas explosiones cercanas dejaron sin energía al Besposhchadny y tuvo que ser remolcado a Odesa para efectuar reparaciones de emergencia. El 28 de septiembre, el destructor Shaumyan lo remolcó a Sebastopol para realizar reparaciones temporales.
El 3 de noviembre de 1941, el Bezuprechny viajó por sus propios medios a Poti (Georgia), para realizar nuevas reparaciones que se prolongaron hasta finales de mes. El 8 de diciembre chocó accidentalmente con el vapor SS Mestkom y el agujero resultante en su casco requirió diez días de reparación. El 23 de diciembre, el buque comenzó a transportar hombres y suministros a Sebastopol, además de realizar tareas de apoyo de fuego. Entre el 25 de diciembre y el 2 de enero de 1942, el Bezuprechny disparó 304 proyectiles con sus cañones principales y continuó este tipo de misiones hasta marzo. En mayo, fue reacondicionado y, el 16 de junio, junto con el crucero ligero Mólotov, bombardeó posiciones del Eje que rodeaban Sebastopol con 240 proyectiles. El 26 de junio de 1942, el Bezuprechny estaba cargado con 320 soldados de la 142.ª Brigada de Fusileros, veinte toneladas de municiones, quince toneladas de alimentos y dos toneladas de equipo de aviación, con destino a Sebastopol, cuando fue atacado y hundido por bombarderos en picado del  II Gruppe (Segundo Grupo) del  Sturzkampfgeschwader 77 (II./StG 77). Los esfuerzos de rescate realizados por el destructor Tashkent no tuvieron éxito ya que fue expulsado por nuevos ataques aéreos que le obligaron a abandonar la zona. Solo tres supervivientes fueron rescatados, al día siguiente, por los submarinos M-112 y M-118; todos los soldados y aproximadamente 300 tripulantes murieron.